# Deburau (pièce de théâtre)
Pour les articles homonymes, voir Deburau.

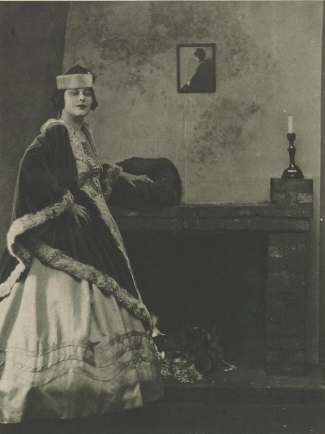
Elsie Mackay dans le rôle de Marie Duplessis (1921).

Deburau est une pièce de théâtre de Sacha Guitry, une comédie dramatique en vers libres en quatre actes et un prologue, représentée pour la première fois sur la scène du théâtre du Vaudeville le 9 février 1918. La musique est d'André Messager.
Guitry reprend la pièce en 1951 au théâtre du Gymnase.

## Théâtre du Vaudeville en 1918
Personnages :
- Jean-Gaspard Deburau : Sacha Guitry
- Charles Deburau, son fils : Hiéronimus
- Monsieur Bertrand, directeur du théâtre des Funambules : Candé
- Armand Duval : Marcel de Garcin
- Un docteur : Gildès
- Un journaliste : Ebène
- Le machiniste : Max Morana
- L'aboyeur des funambules : Félix Galipaux
- Marie Duplessis : Yvonne Printemps
- Madame Rabouin, marchande à la toilette : Rosine Maurel
- Une dame : Alys Delonde
- Une femme de chambre : Marthe Rienzi
- La caissière du théâtre des Funambules : G. de Gaultret

Comédiens et comédiennes du théâtre des Funambules :
- Robillard : Baron fils
- Laurent : Louvigny
- Laplace : Fernal
- Clément :  Barral, Théophile Baillon dit Barral[1]
- Justine : Jeanne Fusier
- Madame Rébard : Marguerite Favrel
- Clara : Régine Félyane
- Honorine : C.Ducarre

Personnages de la pantomime :
- Pierrot, le marchand d'habit, Cassandre, le marquis, la duchesse, Colombine, la soubrette

Il y a en outre un orchestre composé de deux violons, d'un piano, d'une contrebasse, d'un piston, d'un tuba, d'une grosse caisse et d'un chef.

## Théâtre du Gymnase en 1950
- Mise en scène : Sacha Guitry
- Décors : Jean Bertin, Émile Bertin

Personnages :
- Jean-Gaspard Deburau : Sacha Guitry
- Charles Deburau, son fils : Michel François
- Monsieur Bertrand, directeur du théâtre des Funambules : Robert Seller
- Un jeune homme : Jean Danet
- Un docteur : Jacques de Féraudy
- Un journaliste : Henri Belly
- Le machiniste : Jacques d'Herville
- L'aboyeur du théâtre des Funambules : Henry-Laverne
- Robillard : Christian Duvaleix
- Laurent : Georges Bever
- Laplace : Jacques Derives
- Charles Deburau enfant : André Gombert
- Marie Duplessis : Lana Marconi
- Madame Rabouin, marchande à la toilette : Jeanne Fusier-Gir
- Une dame : Andrée Guize
- Une femme de chambre : Tilly Bouzou
- La caissière du théâtre des Funambules : Yvonne Hébert
- Justine : Claire Brilletti
- Madame Rébard : Luce Fabiole
- Clara : Françoise Fechter
- Honorine : Christine Darbel

## Théâtre Édouard-VII en 1980
- Mise en scène : Jacques Rosny
- Décors : Hubert Monloup
- Costumes : Hubert Monloup
- Direction Musicale : Vincent Le Masne

Personnages :
- Jean-Gaspard Deburau : Robert Hirsch
- Charles Deburau, son fils : Jean-Philippe Puymartin
- L'aboyeur du théâtre des Funambules : Jean-Pierre Chevallier
- Robillard : François Dalou
- Monsieur Bertrand : Claude Beautheac
- Clément : Louis Amiel
- Marie Duplessis : Christine Deschaumes
- Armand Duval : Jean-Claude Aubé
- Un musicien, un journaliste, un docteur : Bernard Valdeneige
- La caissière et madame Rabouin : Dominique Davray

Captation télévisuelle réalisée par Jean Prat et diffusée le 5 mars 1982 sur TF1

## Adaptation
- Deburau, un film de Sacha Guitry tiré de sa pièce en 1951.